# Gruppa B 1936 (autunno)
L'edizione 1936 - di autunno - della Gruppa B fu la 2ª della seconda serie del Campionato sovietico di calcio e vide la vittoria finale della Serp i Molot Moskva.

## Stagione

### Formula
I club partecipanti erano solo 8: sei erano russe, una ucraina e una azera.
Le 8 squadre si incontrarono tra di loro in gare di sola andata: il sistema prevedeva tre punti per la vittoria, due per il pareggio e uno per la sconfitta.
La prima classificata veniva promossa in Gruppa A, l'ultima era retrocessa in Gruppa V.
Rispetto alla stagione passata, all'unica promossa e alle due retrocesse subentrarono Serp i Molot Kharkov, Dinamo Rostov-sul-Don e Temp Baku.

## Classifica finale
|  | Pos. | Squadra              | Pt | G | V | N | P | GF | GS | DR  |
|  | ---- | -------------------- | -- | - | - | - | - | -- | -- | --- |
|  | 1.   | Serp i Molot Mosca   | 19 | 7 | 6 | 0 | 1 | 25 | 6  | +19 |
|  | 2.   | Temp Baku            | 18 | 7 | 5 | 1 | 1 | 16 | 7  | +9  |
|  | 3.   | Stalinec Mosca       | 16 | 7 | 4 | 1 | 2 | 13 | 10 | +3  |
|  | 4.   | Torpedo Mosca        | 15 | 7 | 4 | 0 | 3 | 11 | 7  | +4  |
|  | 5.   | Dinamo Rostov        | 13 | 7 | 3 | 0 | 4 | 13 | 18 | -5  |
|  | 6.   | Stalinec Leningrado  | 12 | 7 | 2 | 1 | 4 | 6  | 13 | -7  |
|  | 7.   | Spartak Leningrado   | 11 | 7 | 1 | 2 | 4 | 8  | 13 | -5  |
|  | 8.   | Serp i Molot Charkiv | 8  | 7 | 0 | 1 | 6 | 6  | 24 | -18 |

### Verdetti
- Serp i Molot Mosca promossa in Gruppa A.
- Serp i Molot Kharkov retrocesso in Gruppa V.

## Risultati
|                      | SMM | TEB | STM | TOM | DRO | STL | SPL | SMC |
| Serp i Molot Mosca   |     |     | 7-0 |     |     | 4-0 |     | 3-2 |
| Temp Baku            | 2-1 |     | 2-0 |     | 4-2 |     |     | 4-0 |
| Stalinec Mosca       |     |     |     | 2-1 | 6-0 |     | 1-0 | 4-0 |
| Torpedo Mosca        | 0-1 | 1-3 |     |     |     | 2-1 |     |     |
| Dinamo Rostov        | 1-4 |     |     | 0-1 |     | 2-0 | 4-2 |     |
| Stalinec Leningrado  |     | 2-0 | 0-0 |     |     |     |     | 3-2 |
| Spartak Leningrado   | 1-5 | 1-1 |     | 0-1 |     | 3-0 |     |     |
| Serp i Molot Charkiv |     |     |     | 0-5 | 1-4 |     | 1-1 |     |
| -------------------- | --- | --- | --- | --- | --- | --- | --- | --- |